# Ilie Vancea
Ilie Vancea (n. 26 ianuarie 1949, Cîșlița-Prut, raionul Cahul, RSS Moldovenească, URSS – d. 26 martie 2021, Chișinău, Republica Moldova) a fost un politician din Republica Moldova, fost Ministru al Educației din Republicii Moldova, care a îndeplinit această funcție între aprilie 2001 și februarie 2002.

## Alte articole
- Guvernul Vasile Tarlev (1)